# Міжнародна конвенція про боротьбу з фінансуванням тероризму
Міжнаро́дна конве́нція про боротьбу́ з фінансува́нням терори́зму — конвенція ООН, прийнята резолюцією 54/109 від 9 грудня 1999 на четвертій сесії Генеральної Асамблеї і набула чинності 10 квітня 2002 року. Згідно статті 25(1) Конвенція відкрита для підписання всіма державами у штаб-квартирі ООН з 10 січня 2000 по 31 грудня 2001 року. Станом на липень 2015 року договір ратифікували 187 держав, саме тому конвенцію вважають одним із найбільш успішних антитерористичних договорів в історії.
В Україні Конвенцію ратифіковано із заявою Законом № 149-IV (149-15) від 12 вересня 2002 року.

## Зміст
- Преамбула
- Статті 1—28
- Додаток
  - Конвенція про боротьбу з незаконним захопленням повітряних суден, вчинена в Гаазі 16 грудня 1970 року.
  - Конвенція про боротьбу з незаконними актами, спрямованими проти безпеки цивільної авіації, вчинена в Монреалі 23 вересня 1971 року
  - Конвенція про запобігання та покарання злочинів проти осіб, які користуються міжнародним захистом, в тому числі дипломатичних агентів, прийнята Генеральною Асамблеєю Організації Об'єднаних Націй 14 грудня 1973 року.
  - Міжнародна конвенція про боротьбу з захопленням заложників, прийнята Генеральною Асамблеєю Організації Об'єднаних Націй 17 грудня 1979 року.
  - Конвенція про фізичний захист ядерного матеріалу, вчинена у Відні 3 березня 1980 року.
  - Протокол про боротьбу з незаконними актами насильства в аеропортах, які обслуговують міжнародну цивільну авіацію, що доповнює Конвенцію про боротьбу з незаконними актами, спрямованими проти безпеки цивільної авіації, вчинений в Монреалі 24 лютого 1988 року.
  - Конвенція про боротьбу з незаконними актами, спрямованими проти безпеки морського судноплавства, вчинена в Римі 10 березня 1988 року.
  - Протокол про боротьбу з незаконними актами, спрямованими проти безпеки стаціонарних платформ, розташованих на континентальному шельфі, вчинений в Римі 10 березня 1988 року.
  - Міжнародна конвенція про боротьбу з бомбовим тероризмом, прийнята Генеральною Асамблеєю Організації Об'єднаних Націй 15 грудня 1997 року.

## Застосування Конвенції Україною у справі проти Російської Федерації
Україна вперше у світі застосувала Конвенцію (МКБФТ) у Міжнародному суді ООН (МС ООН) у справі «Україна проти Російської Федерації» (Міжнародний Суд), поданій 16 січня 2017 року.
У межах справи Україна звинуватила Російську Федерацію у порушенні МКБФТ, зокрема у:
- фінансуванні збройних груп, що діяли на території Донецької та Луганської областей,
- постачанні зброї, боєприпасів та іншої матеріальної підтримки цим формуванням,
- підтримці актів, які, на думку України, становили терористичні акти, таких як збиття рейсу MH17, обстріли житлових кварталів Маріуполя, Краматорська, та теракт у Харкові, знищення цивільного пасажирського автобуса.

У листопаді 2019 року МС ООН виніс проміжне рішення про наявність юрисдикції (англ. preliminary objections) у справі, визнавши, що заява України містить достатні підстави для продовження розгляду по суті щодо звинувачень у фінансуванні тероризму. Це стало прецедентом у міжнародній практиці, де державу вперше офіційно звинувачено у порушенні МКБФТ перед Міжнародним судом ООН.

#### Рішення Міжнародного суду ООН (31 січня 2024 року)
31 січня 2024 року МС ООН ухвалив рішення по суті у справі. Щодо частини, що стосується МКБФТ, Суд не визнав Російську Федерацію винною у фінансуванні тероризму. Хоча Суд підтвердив, що певні дії збройних формувань можуть підпадати під визначення терористичних актів, він дійшов висновку, що Україна не надала достатніх доказів того, що Росія мала умисел (англ. intention) та знання (англ. knowledge) щодо використання коштів для здійснення терористичних актів — ключових елементів для встановлення порушення МКБФТ згідно з Конвенцією.
1. Порушення статті 9 (1) МКБФТ

Міжнародний суд дійшов висновку, що Російська Федерація порушила статтю 9 (1) МКБФТ, яка зобов'язує держави співпрацювати у розслідуванні та переслідуванні осіб, підозрюваних у фінансуванні терористичної діяльності. РФ, зокрема, не вжила належних заходів для розслідування фактів фінансування озброєних груп на сході України.
Втім, Суд чітко розмежував процедурні зобов'язання (співпраця згідно зі статтею 9 (1)) і матеріальні зобов'язання (зокрема, заборону фінансування терористичних актів із умислом та знанням). Це порушення не було кваліфіковане як порушення самої суті Конвенції, тобто безпосереднього фінансування тероризму.
2. Обмеження МКБФТ щодо державної відповідальності

Суд нагадав, що МКБФТ була розроблена переважно для кримінального переслідування осіб, а не для прямого встановлення відповідальності держави за фінансування тероризму. Відповідно, стандарт доказування в міждержавній справі є дуже високим: необхідно довести, що держава діяла з умислом і знанням про те, що кошти будуть використані для здійснення конкретних терористичних актів.
3. Недостатність доказів щодо наміру чи знання

Суд визнав, що Україна не надала достатніх доказів, які б переконливо довели, що Російська Федерація мала необхідний умисел і знання стосовно фінансування саме терористичних актів.
Цей висновок Суду був ухвалений незважаючи на наявність рішень інших судових органів, зокрема:
- Окружного суду Гааги (2022, Судова справа MH17), який встановив, що зенітно-ракетний комплекс «Бук», з якого було збито рейс MH17, був доставлений з Російської Федерації та належав 53-й зенітній ракетній бригаді ЗС РФ.
- Європейського суду з прав людини (ЄСПЛ, Справа «Україна та Нідерланди проти РФ»), який у рішенні від 25 січня 2023 року визнав, що РФ здійснювала ефективний контроль над окремими районами Донецької і Луганської областей, зокрема над територією, з якої було запущено ракету, що збила MH17.

Проте, на думку Міжнародного суду ООН, ці висновки не були достатніми для встановлення умисного фінансування терористичної діяльності з боку РФ за критеріями, встановленими МКБФТ. Рішення Суду демонструє, як міжнародне право інтерпретує вимоги до державної відповідальності за фінансування тероризму.